# Église de Toholampi
L'église de Toholampi (finnois : Toholammin kirkko) est une église luthérienne  située à Toholampi en Finlande.